# Žuželjica
Žuželjica (izvirno srbsko Жужељица) je naselje v Srbiji, ki upravno spada pod Občino Bujanovac; slednja pa je del Pčinjskega upravnega okraja.

## Demografija
V naselju, katerega izvirno (srbsko-cirilično) ime je Жужељица, živi 117 polnoletnih prebivalcev, pri čemer je njihova povprečna starost 35,8 let (34,0 pri moških in 37,9 pri ženskah). Naselje ima 41 gospodinjstev, pri čemer je povprečno število članov na gospodinjstvo 4,05.
To naselje je, glede na rezultate popisa iz leta 2002, večinoma srbsko, a v času zadnjih 3 popisov je opazen porast števila prebivalcev.
|  |

| Demografija | Demografija     | Demografija     |
| Leto        | Št. prebivalcev | Št. prebivalcev |
| ----------- | --------------- | --------------- |
|             |                 |                 |
|             |                 |                 |
|             |                 |                 |
|             |                 |                 |
| 1948        | 150             |                 |
| 1953        | 153             |                 |
| 1961        | 131             |                 |
| 1971        | 139             |                 |
| 1981        | 127             |                 |
| 1991        | 159             | 159             |
| 2002        | 168             | 166             |
|             |                 |                 |

| Etnična sestava po popisu iz leta 2002 | Etnična sestava po popisu iz leta 2002 | Etnična sestava po popisu iz leta 2002 | Etnična sestava po popisu iz leta 2002 | Etnična sestava po popisu iz leta 2002 |
| -------------------------------------- | -------------------------------------- | -------------------------------------- | -------------------------------------- | -------------------------------------- |
| Srbi                                   | Srbi                                   |                                        | 165                                    | 99,39%                                 |
| Makedonci                              | Makedonci                              |                                        | 1                                      | 0,60%                                  |